# Le Juch
Le Juch är en kommun i departementet Finistère i regionen Bretagne i västra Frankrike. Kommunen ligger i kantonen Douarnenez som tillhör arrondissementet Quimper. År 2022 hade Le Juch 753 invånare.

## Befolkningsutveckling
Antalet invånare i kommunen Le Juch
Referens:INSEE